# Sárgahasú levélmadár
A sárgahasú levélmadár (Chloropsis hardwickii)  a madarak osztályának verébalakúak (Passeriformes) rendjébe és a levélmadárfélék (Chloropseidae) családjába tartozó faj.

## Előfordulása
Banglades, Bhután, Kína, Hongkong, India, Laosz, Malajzia, Mianmar, Nepál, Thaiföld és Vietnám területén honos. Hegyvidéki erdők lakója.

## Alfajai
- Chloropsis hardwickii hardwickii
- Chloropsis hardwickii lazulina
- Chloropsis hardwickii malayana
- Chloropsis hardwickii melliana

## Megjelenése
Testhossza 19 centiméter.
|  |

## Életmódja
Fák lombkoronájában keresgéli rovarokból, pókokból és nektárból álló táplálékát.